# 한스 마르코비치
한스 요아킴 마르코비치(Hans Joachim Markowitsch 1949년 3월 26일 독일 징겐(Singen)에서 태어남)는 기억 및 기억 장애, 스트레스, 감정, 공감, 정신 이론, 폭력 및 반사회적 행동 그리고 의식과 관련된 뇌 관련 업무를 담당하는 생리 심리학자이자 신경 심리학자이다.
한스 요아킴 마르코비치(Hans J. Markowitsch)는 콘스탄츠 대학교([독]Universität Konstanz)에서 심리학과 생물학을 전공하고 콘스탄츠 대학교, 보훔 루르 대학교([독]Ruhr-Universität Bochum), 빌레펠트 대학교([독]Universität Bielefeld)에서 생물 심리학 및 생리 심리학을 전공했으며 호주와 캐나다의 대학에서 심리학 및 신경 과학 교수로 임명되었다. 그의 연구에서 그는 기억과 기억 장애의 신경 및 심리적 기초와 기억, 감정 및 의식 간의 상호 작용을 다루었다. 그는 약 30 권의 책의 저자, 공동 저자 또는 출판저자이며 약 700 개의 과학 기고와 책을 썼다.
한스 요아킴 마르코비치(Hans J. Markowitsch)는 2005년 더블린에 있는 국제 신경 심리학 협회에서 "기억 연구에 대한 최우수 공헌"으로, 2000년에 기념상(Memory Award)를 수상했다.

## 변연계
한스 요아킴 마르코비치(Hans Joachim Markowitsch)에 의한 연구에 따르면 대뇌 변연계의 해마(해마체)와 함께 편도체는 학습과 정서에 관여하는 다양한 종류의 기억을 암호화, 저장, 회상하는 기능을 한다.

## 같이 보기
- 월터 캐넌
- 하워드 B. 아이헨바움